# Shame Shame Shame (Ratt)
Shame Shame Shame è un singolo del gruppo musicale statunitense Ratt, il primo estratto dal loro quinto album in studio Detonator nel 1990.

## Il brano
La canzone presenta un intro di chitarra, Intro to Shame, che nell'album appare come traccia a parte, mentre nel singolo e nella raccolta Ratt & Roll 81-91 è integrato al brano Shame Shame Shame.

## Video musicale
Il videoclip del brano vede i membri del gruppo all'interno di un dirigibile che viene attaccato da un'altra nave aerea, pilotata da un equipaggio di spogliarelliste. La band si difende con successo fino a quando una delle donne non attiva un interruttore chiamato Detonator (come il titolo dell'album). Dopo aver fatto ciò, il dirigibile della band esplode e i musicisti con le spogliarelliste riescono a paracadutarsi indenni. Il cliffhanger finale viene svelato dal video del singolo successivo, Lovin' You's a Dirty Job.

## Tracce
1. Shame Shame Shame – 5:29
2. Top Secret – 3:49